# David Castro
David Castro (Long Island, 7 febbraio 1996) è un attore statunitense. È conosciuto per il suo ruolo nel film del 2007 Where God Left His Shoes e per Raphael Santiago nella serie televisiva Shadowhunters.

## Biografia
Castro è nato a Long Island, New York. Figlio di Albee Castro, di origine portoricana, e Kathy, italoamericana con discendenze ebrea. Ha tre sorelle ed un fratello maggiori.

### Carriera
David esordisce nel 2004 nel film Palindromes, diretto da Todd Solondz. In seguito è apparso nel 2006 in Guida per riconoscere i tuoi santi e Little Fugitive, accanto a sua sorella Raquel. Nel 2007 è nel cast di Tracks of Color e in Where God Left His Shoes, in cui interpreta Justin Diaz, il figlio di Frank Diaz (John Leguizamo) e Angela Diaz (Leonor Varela).
Ha avuto un ruolo nel film del 2008 27 volte in bianco, con Katherine Heigl e nel film del 2009 The Ministers - Giustizia privata, con John Leguizamo. Recentemente ha recitato in Forged con Many Perez diretto da William Wedig.
È stato scelto per interpretare il Capo dei vampiri di New York, Raphael Santiago, nella serie Shadowhunters, l'adattamento televisivo della serie di best seller The Mortal Instruments di Cassandra Clare, che viene trasmessa da FreeForm (ex ABC Family) dal 12 gennaio 2016.

## Filmografia

### Cinema
- Palindromes, regia di Todd Solondz (2004)
- Guida per riconoscere i tuoi santi, regia di Dito Montiel (2006)
- Bella, regia di Alejandro Gómez Monteverde (2006)
- Little Fugitive, regia di Joanna Lipper (2006)
- Arranged, regia di Diane Crespo e Stefan C. Schaefer (2007)
- Where God Left His Shoes, regia di Salvatore Stabile (2007)
- Tracks of Color, regia di Federico Castelluccio - cortometraggio (2007)
- 27 volte in bianco, regia di Anne Fletcher (2008)
- The Ministers – Giustizia privata (The Ministers), regia di Franc Reyes (2009)
- Forged, regia di William Wedig (2010)
- Tio Papi, regia di Fro Rojas (2013)
- Fugly!, regia di Alfredo Rodriguez de Villa (2014)
- Ruta Madre, regia di Agustin Castaneda (2016)

### Televisione
- Summer Camp, regia di Lev L. Spiro - film TV (2010)
- Are We There Yet? - serie TV, episodi 2x22-2x34-3x34 (2011)
- Red Zone, regia di James Foley - film TV (2014)
- Shadowhunters - serie TV (2016-2020)
- Blue Bloods - serie TV, episodio 7x01 (2016)
- God Friended Me - serie TV, episodio 14x02 (2020)

## Riconoscimenti
- 2008 – Imagen Award[2]
  - Candidatura come miglior attore non protagonista per Where God Left His Shoes

## Doppiatori italiani
Nelle versioni in italiano delle opere in cui ha recitato, David Castro è stato doppiato da:
- Alessio Nissolino in Shadowhunters
- Mirko Cannella in Blue Bloods
- Alessandro Sitzìa in God Friended Me